# Paris–Roubaix 2022
Paris–Roubaix 2022 war die 119. Austragung des französischen Eintagesrennens. Das Rennen fand am 17. April statt und war Teil der UCI WorldTour 2022. Paris–Roubaix gehört wie Mailand–Sanremo, die Flandern-Rundfahrt, Lüttich–Bastogne–Lüttich und die Lombardei-Rundfahrt zu den Monumenten des Radsports.
Traditionell bildet Paris-Roubaix das Ende der Kopfsteinpflaster-Klassiker und wird eine Woche nach der Flandern-Rundfahrt ausgetragen. Da sich der Termin jedoch mit den Präsidentschaftswahlen in Frankreich überschnitt (10. April), einigte man sich mit den Organisatoren des Amstel Gold Race, das in der Folgewoche ausgetragen werden hätte sollen, auf einen Termintausch.

## Teilnehmende Mannschaften und Fahrer
Neben den 19 UCI WorldTeams starteten auch 7 UCI ProTeams. Für jedes Team waren sieben Fahrer startberechtigt. Die Teams Bora-Hansgrohe, DSM, Israel-Premier Tech (alle 6 Fahrer) und BikeExchange-Jayco (5 Fahrer) nutzen die Startplätze jedoch nicht vollständig aus. Zudem ging Chun Kai Feng (Bahrain Victorious) nicht an den Start. Von den 169 Fahrern erreichten 107 das Ziel im Velodrom von Roubaix im vorgegebenen Zeitlimit.
Mit Philipe Gilbert (Lotto Soudal), Greg van Avermaet (AG2R Citroën Team), John Degenkolb (Team DSM) und Niki Terpstra (TotalEnergies) standen vier ehemalige Sieger des Rennens am Start.
Nach seinem Herzstillstand bei der Katalonien-Rundfahrt ging der Titelverteidiger Sonny Colbrelli (Bahrain Victorious) nicht an den Start. Dafür kehrte Wout van Aert (Jumbo-Visma), der die Flandern-Rundfahrt COVID-19 bedingt verpasst hatte, ins Starterfeld zurück. Auch Mathieu van der Poel (Alpecin-Fenix), der Sieger der Flandern-Rundfahrt, nahm an dem Rennen teil.
Als weitere Mitfavoriten galten: Christophe Laporte, Mike Teunissen (beide Jumbo-Visma), Mads Pedersen, Jasper Stuyven (Trek-Segafredo), Dylan Van Baarle (Ineos Grenadiers), Stefan Küng (Groupama-FDJ), Alexander Kristoff (Intermarché-Wanty-Gobert Matériaux), Greg van Avermaet, Oliver Naesen (AG2R Citroën Team), Iván García Cortina (Movistar Team) und Nils Politt (Bora-Hansgrohe). Das Quick-Step Alpha Vinyl Team entsandte mit Kasper Asgreen, Florian Sénéchal, Zdeněk Štybar und Yves Lampaert mehrere Klassiker-Spezialisten, die in der Vergangenheit gute Resultate bei Paris-Roubaix eingefahren hatten.
Weitere interessante Fahrer, die Berichten zufolge am Start stehen sollen, sind der Zweitplatzierte des letzten Jahres, Florian Vermeersch (Lotto Soudal), der Zeitfahrweltmeister Filippo Ganna (Ineos Grenadiers) und der Mailand-Sanremo-Sieger Matej Mohorič (Bahrain Victorious).
Nicht an den Start ging der Sieger von 2018 und dreifache Weltmeister Peter Sagan (TotalEnergies).

## Streckenführung
Die Strecke führte über 257,5 km von Compiègne über 30 Kopfsteinpflaster-Sektoren nach Roubaix. Insgesamt standen 54,8 Kilometer Kopfsteinpflaster auf dem Programm. Wie in den vergangenen Austragungen wurden die Sektoren absteigend nummeriert und nach ihrer Schwierigkeit gekennzeichnet (5 Sterne = höchste Schwierigkeit).
Der neutralisierte Start erfolgte vor dem Schloss Compiègne. Anschließend führte die Strecke Richtung Norden, wo der offizielle Start auf der D130 erfolgte. Nach der Durchfahrung von Saint-Quentin folgte bei Kilometer 96,3 die erste Kopfsteinpflaster-Passage zwischen Troisvilles und Inchy (Sektor 30). Anschließend ging es nach Saint-Python, wo die Strecke zwischen den Sektoren 26 und 23 eine leicht veränderte Route als im Vorjahr, mit anderen Kopfsteinpflasterpassagen wählte. Der erste von insgesamt drei Sektoren der höchsten Kategorie (5 Sterne) wurde mit dem berüchtigten Sektor Trouée d’Arenberg (Sektor 19) nach 161,9 gefahrenen Kilometern erreicht. Dieser führt meist zu einer Vorselektion im Fahrerfeld. Nach rund 44 Kilometern, in denen sieben weitere Kopfsteinpflasterabschnitte befahren wurden, folgte 48,9 Kilometer vor dem Ziel bei Mons-en-Pévèle der zweite Sektor der höchsten Kategorie.
Mit dem Carrefour de l’Arbre (Sektor 4) wurde 17,5 Kilometer vor dem Ziel der letzte 5-Sterne-Sektor erreicht. Dieser bot meist die letzte Möglichkeit, sich auf dem Kopfsteinpflaster abzusetzen, da die folgenden drei Sektoren von geringerer Schwierigkeit waren. Dies zeigte sich auch darin, dass der vorletzte Sektor (Willems à Hem) im Jahr 2022 mit nur noch zwei statt drei Sternen bewertet wurde. Nach dem abschließenden Sektor in Roubaix, wurde das Finale auf der Radrennbahn von Roubaix ausgetragen, auf der eineinhalb Runden gefahren werden mussten.
| #  |                                     | Kilometer | Läng (km) | Schwierigkeit |
| -- | ----------------------------------- | --------- | --------- | ------------- |
| 30 | Troisvilles à Inchy                 | 96,3      | 2,2       | ★★★           |
| 29 | Viesly à Quiévy                     | 102,8     | 1,8       | ★★★           |
| 28 | Quiévy à Saint-Python               | 105,4     | 3,7       | ★★★★          |
| 27 | Saint-Python                        | 110,1     | 1,5       | ★★            |
| 26 | Vertain à Saint-Martin-sur-Écaillon | 117,9     | 2,3       | ★★★           |
| 25 | Haussy                              | 123,7     | 0,8       | ★★            |
| 24 | Saulzoir à Verchain-Maugré          | 130,6     | 1,2       | ★★            |
| 23 | Verchain-Maugré à Quérénaing        | 134,9     | 1,6       | ★★★           |
| 22 | Quérénaing à Maing                  | 137,6     | 2,5       | ★★★           |
| 21 | Maing à Monchaux-sur-Écaillon       | 140,7     | 1,6       | ★★★           |
| 20 | Haveluy à Wallers                   | 153,7     | 2,5       | ★★★★          |
| 19 | Trouée d’Arenberg                   | 161,9     | 2,3       | ★★★★★         |
| 18 | Wallers à Hélesmes                  | 167,9     | 1,6       | ★★★           |
| 17 | Hornaing à Wandignies-Hamage        | 174,7     | 3,7       | ★★★★          |
| 16 | Warlaing à Brillon                  | 182,2     | 2,4       | ★★★           |
| 15 | Tilloy à Sars-et-Rosières           | 185,6     | 2,4       | ★★★★          |
| 14 | Beuvry-la-Forêt–Orchies             | 192       | 1,4       | ★★★           |
| 13 | Orchies                             | 197       | 1,7       | ★★★           |
| 12 | Auchy-lez-Orchies à Bersée          | 203,1     | 2,7       | ★★★★          |
| 11 | Mons-en-Pévèle                      | 208,6     | 3         | ★★★★★         |
| 10 | Mérignies à Avelin                  | 214,6     | 0,7       | ★★            |
| 9  | Pont-Thibaut à Ennevelin            | 218       | 1,4       | ★★★           |
| 8  | L'Épinette                          | 223,4     | 0,2       | ★             |
| 8  | Moulin-de-Vertain                   | 223,9     | 0,5       | ★★            |
| 7  | Cysoing à Bourghelles               | 230,3     | 1,3       | ★★★           |
| 6  | Bourghelles à Wannehain             | 232,8     | 1,1       | ★★★           |
| 5  | Camphin-en-Pévèle                   | 237,3     | 1,8       | ★★★★          |
| 4  | Carrefour de l’Arbre                | 240       | 2,1       | ★★★★★         |
| 3  | Gruson                              | 242,3     | 1,1       | ★★            |
| 2  | Willems à Hem                       | 249       | 1,4       | ★★            |
| 1  | Espace Charles Crupelandt           | 255,8     | 0,3       | ★             |
|    | Ziel                                | 257,5     |           |               |

## Rennverlauf und Ergebnis
Frühe Rennphase und Windstaffeln
Nach dem offiziellen Start versuchten sich immer wieder Fahrer aus dem Hauptfeld zu lösen. Nach 32 gefahrenen Kilometern gelang dies Owain Doull (EF Education-EasyPost), Aljaksandr Rabuschenka (Astana Qazaqstan) und Laurent Pichon (Arkéa-Samsic). Die drei konnten jedoch nur einen geringen Vorsprung von etwa 30 Sekunden herausfahren und wurden nach wenigen Kilometern wieder gestellt.
Nach 47 Kilometern führte der starke Seitenwind zu Windstaffeln (Echolons) und das Fahrerfeld teilte sich in mehrere Gruppen. Während die Ineos Grenadiers das Tempo in der ersten Gruppe (75 Fahrer) vorgaben, befanden sich Wout Van Aert (Jumbo-Visma), Mathieu van der Poel (Alpecin-Fenix) und Kasper Asgreen (Quick-Step Alpha Vinyl) in einer abgehängten Gruppe (90 Fahrer), die innerhalb von kürzester Zeit einen Rückstand von rund 40 Sekunden aufwies. Der Rückstand wuchs weiter an und betrug 200 Kilometer vor dem Ziel über eine Minute.
Bei der Einfahrt in die erste Kopfsteinpflaster-Passage, hatte die Spitzengruppe einen Vorsprung von 1 Minute und 20 Sekunden auf die abgehängten Fahrer. Mads Pedersen (Trek-Segafredo), der sich in der zweiten Gruppe befand, stürzte vor der Einfahrt in den ersten Sektor und hatte mit dem Ausgang des Rennens nichts mehr zu tun.
Erste Kopfsteinpflaster-Sektoren
Auf den ersten Sektoren kam es immer wieder zu technischen Defekten und Stürzen. Auch Filippo Ganna (Ineos Grenadiers) hatte auf dem zweiten Sektor, 152 Kilometer vor dem Ziel, einen Vorderraddefekt, konnte jedoch wenig später wieder zu seinen Teamkollegen in der ersten Gruppe aufschließen.
Auf dem Sektor 27 kam es in der ersten Gruppe zu einem Massensturz, der dazu führte, dass das Tempo verlangsamt wurde. Niki Terpstra (TotalEnergies) nutzte dies und setzte sich Solo an die Spitze des Rennens, wurde jedoch nach dem anschließenden Sektor (#26) wieder gestellt. Dahinter blieb der Vorsprung auf die zweite Gruppe um Wout van Aert, Mathieu van der Poel und Kasper Asgreen konstant bei über einer Minute.
Auf dem Sektor 24 setzte sich Jens Reynders (Sport Vlaanderen-Baloise) von der ersten Gruppe ab und fuhr auf den folgenden Sektoren einen Vorsprung von rund einer halben Minute heraus. Auf dem Sektor 22 fiel er jedoch aufgrund eines Vorderradschadens wieder zurück. Auch Filippo Ganna hatte erneut einen technischen Defekt, verblieb aber in der ersten Gruppe.
Erste Angriffe, Zusammenschluss und der Wald von Arenberg
112 Kilometer vor dem Ziel setzten sich Matej Mohorič (Bahrain Victorious), Davide Ballerini (Quick-Step Alpha Vinyl), Casper Pedersen (DSM), Tom Devriendt (Intermarché-Wanty-Gobert Matériaux) und Laurent Pichon (Arkea-Samsic) auf asphaltierter Straße von der ersten Gruppe ab. Hinter der neuen Spitzengruppe schloss die Gruppe um Wout van Aert und Mathieu van der Poel wieder zur ersten Gruppe auf. Mit ihnen kamen auch Kasper Asgreen, Stefan Küng (Groupama-FDJ), Jasper Stuyven (Trek-Segafredo) und Greg Van Avermaet (AG2R Citroën) zurück. Dylan Van Baarle (Ineos Grenadiers) hatte einen technischen Defekt, verblieb jedoch in dieser neu formierten Hauptgruppe.
Die Spitzengruppe erreichte den Wald von Arenberg mit einem Vorsprung von 52 Sekunden auf Nils Politt (Bora-Hansgrohe) und Connor Swift (Arkea-Samsic) die sich zwischenzeitlich allein auf die Verfolgung gemacht hatten. Das Hauptfeld erreichte den ersten 5-Sterne-Sektor mit einem Rückstand von über einer Minute. Auf dem Kopfsteinpflaster fiel Davide Ballerini aus der Spitzengruppe zurück und wurde von Connor Swift eingeholt. Nils Politt wurde von der Hauptgruppe gestellt, die stark in die Länge gezogen wurde und aus rund 30 Fahrern bestand. Der Rückstand der Hauptgruppe betrug beim Verlassen des Waldes von Arenberg über zwei Minuten. Nach dem Wald von Arenberg musste Wout van Aert das Rad wechseln, fuhr aber bald wieder mit einer Gruppe abgehängter Fahrer zu der Favoritengruppe auf.
Während Stefan Küng nach dem Sektor 17 aufgrund eines Defektes kurz den Anschluss zur Favoritengruppe verlor, griff Stefan Bissegger (EF Education-EasyPost) an und schloss zu Conor Swift und Davide Ballerini auf. Das Trio holte wenig später Casper Pedersen ein, der aus der Spitzengruppe gefallen war.
67 Kilometer vor dem Ziel wurde die Verfolgergruppe mit Stefan Bissegger vom Hauptfeld gestellt. Der Rückstand auf die Spitze des Rennens betrug jedoch immer noch über zwei Minuten. Dies änderte sich auf dem Sektor 13, als das Jumbo-Visma-Team das Tempo erhöhte. 12 Fahrer setzten sich ab und verkleinerten den Rückstand auf eine Minute. Kasper Asgreen konnte dem Tempo nicht folgen und fiel zurück
Vorentscheidung
Rund 50 Kilometer vor dem Ziel erreichte die Spitzengruppe den zweiten 5-Sterne-Sektor von Mons-en-Pévèle mit einem Vorsprung von 43 Sekunden auf Dylan van Baarle, der sich auf dem vorherigen Sektor etwas von der Verfolgergruppe absetzen hatte können. In dieser waren mit Wout van Aert, Mathieu van der Poel, Stefan Küng, Jasper Stuyven, Yves Lampaert, Florian Sénéchal (beide Quick-Step Alpha Vinyl), Ben Turner (Ineos Grenadiers) und Adrien Petit (Intermarché-Wanty-Gobert Matériaux) noch acht Fahrer vertreten.
Auf dem Sektor verblieben mit Matej Mohorič und Tom Devriendt zwei Fahrer an der Spitze, nachdem Laurent Pichon zurückgefallen war. Dahinter forcierte Wout van Aert das Tempo und schloss mit Mathieu van der Poel und Stefan Küng zu Dylan van Baarle und dem abgehängten Laurent Pichon auf. 40 Kilometer vor dem Ziel kamen Ben Turner, Yves Lampaert, Jasper Stuyven und Adrien Petit zurück und es bildete sich eine neue Verfolgergruppe mit 10 Fahrern, die rund eine halbe Minute hinter der Spitzengruppe lag.
38 Kilometer vor dem Ziel hatte Matej Mohorič einen Platten und fiel in die Verfolgergruppe zurück. Somit verblieb nur noch Tom Devriendt an der Spitze des Rennens. Unterdessen hatte auch Wout van Aert nach einem weiteren technischen Defekt wieder zu der Verfolgergruppe aufgeschlossen.
Finale
29 Kilometer vor dem Ziel attackierten Yves Lampaert und Matej Mohorič auf asphaltierter Straße und setzten sich von der Verfolgergruppe ab. Die beiden schlossen noch vor dem Sektor 7 zum führenden Tom Devriendt auf, dicht gefolgt von Dylan Van Baarle der sich ebenfalls absetzen hatte können. Während die Gruppe der anderen Favoriten an Boden verlor, schloss Dylan van Baarle zu der Spitzengruppe auf. In weiterer Folge zerfiel die Verfolgergruppe, die bereits eine halbe Minute an Rückstand auf das Führungs-Quartett hatte.
Die Entscheidung fiel auf dem Sektor 5 rund 19 Kilometer vor dem Ziel. Auf der Kopfsteinpflaster-Passage von Camphin-en-Pévèle konnte niemand Dylan van Baarle folgen, der das Tempo vom Beginn des Sektors forciert hatte. Im anschließenden letzten 5-Sterne-Sektor, dem Carrefour de l’Arbre, konnte der Niederländer seinen Vorsprung behaupten. Dahinter folgten Matej Mohorič und Yves Lampaert während Tom Devriendt zurückfiel und von Wout van Aert und Stefan Küng eingeholt wurde.
Auf dem Weg nach Roubaix baute Dylan van Baarle seinen Vorsprung auf eine Minute aus. Dahinter kollidierte Yves Lampaert mit einem Zuschauer auf dem vorletzten Sektor und kam zu Sturz. Wenig später wurde Matej Mohorič sechs Kilometer vor dem Ziel von Wout van Aert, Stefan Küng und Tom Devriendt eingeholt.
Dylan Van Baarle erreichte das Velodrom von Roubaix mit einem Vorsprung von eineinhalb Minuten und feierte seinen ersten Sieg bei Paris-Roubaix. Zudem war es auch der erste Sieg der britischen Ineos Grenadiers Mannschaft bei dem Rennen. Dahinter sprintete eine Vierergruppe mit Matej Mohorič, Wout van Aert, Stefan Küng und Tom Devriendt um die weiteren Podiumsplätze. Tom Devriendt eröffnete den Sprint, wurde jedoch von Wout van Aert und Stefan Küng überholt.
| Platz | Fahrer               | Nation | Team                               | Zeit                   |
| ----- | -------------------- | ------ | ---------------------------------- | ---------------------- |
| 01.   | Dylan van Baarle     | NED    | Ineos Grenadiers                   | 5:37:00 h (45,79 km/h) |
| 02.   | Wout van Aert        | BEL    | Jumbo-Visma                        | + 1:47 min             |
| 03.   | Stefan Küng          | SUI    | Groupama-FDJ                       | "                      |
| 04.   | Tom Devriendt        | BEL    | Intermarché-Wanty-Gobert Matériaux | "                      |
| 05.   | Matej Mohorič        | SLO    | Bahrain Victorious                 | "                      |
| 06.   | Adrien Petit         | FRA    | Intermarché-Wanty-Gobert Matériaux | + 2:27 min             |
| 07.   | Jasper Stuyven       | BEL    | Trek-Segafredo                     | "                      |
| 08.   | Laurent Pichon       | FRA    | Team Arkéa-Samsic                  | "                      |
| 09.   | Mathieu van der Poel | NED    | Alpecin-Fenix                      | + 2:34 min             |
| 10.   | Yves Lampaert        | BEL    | Quick-Step Alpha Vinyl Team        | + 2:59 min             |
| 11.   | Ben Turner           | GBR    | Ineos Grenadiers                   | + 4:30 min             |
| 12.   | Alexander Kristoff   | NOR    | Intermarché-Wanty-Gobert Matériaux | + 4:33 min             |
| 13.   | Florian Sénéchal     | FRA    | Quick-Step Alpha Vinyl Team        | + 4:36 min             |
| 14.   | Jordi Meeus          | BEL    | Bora-Hansgrohe                     | + 4:47 min             |
| 15.   | Matis Louvel         | FRA    | Team Arkéa-Samsic                  | "                      |
| 16.   | Taco van der Hoorn   | BEL    | Intermarché-Wanty-Gobert Matériaux | "                      |
| 17.   | Greg Van Avermaet    | BEL    | AG2R Citroën Team                  | "                      |
| 18.   | John Degenkolb       | GER    | Team DSM                           | "                      |
| 19.   | Andrea Pasqualon     | ITA    | Intermarché-Wanty-Gobert Matériaux | "                      |
| 20.   | Mike Teunissen       | NED    | Jumbo-Visma                        | "                      |